# Неотопоним
Неотопо́нимы  — переименованные по разным причинам топонимы — категория новых названий известных географических объектов, которые, особенно в последние годы, привлекают к себе внимание исследователей: историков, лингвистов и  путешественников.
Любое изменение названия топонима должно быть каким-то образом согласовано с прежним названием и закреплено в исторической памяти. Это касается всех видов топонимов, но, прежде всего, актуально при появлении новых административных единиц, возникновении территориальных споров и перекройке политической карты мира.
Топонимы, сохранившиеся в течение многих столетий, имеют особо высокую лингвистическую ценность, но, пожалуй, нет таких названий, которые никогда бы не менялись. Анализ неотопонимов позволяет проследить миграцию народов, выявить контакты и историческую смену этносов, воссоздать многие исторические события.

## Разновидности неотопонинов
Некоторые географические топонимы менялись в процессе создания географических карт. Названия могли быть записаны латинскими буквами, а позднее русскими исследователями переписаны на русском языке. Часто ученые-топографы сами придумывали названия или записывали их на слух со слов коренного населения в разном диалектном звучании, что допускало сильные искажения и появление неотопонимов.

### Сленговые неотопонимы
Основной тенденцией образования сленговых топонимов является использование уменьшительных суффиксов, но при этом сохраняется связь с прежним названием. Так, например, река Лена в Ленском районе Архангельской области преобразована в Ленку. Сленг пока никак не отделен жесткими границами от литературной лексики и в него легко проникают различные заимствования: Москва-Сити и т. д.

### Словосочетание
Составное наименование

### Двусловные неотопонимы
Атрибутивная связь, объединяющая определение (атрибут) и определяемое, которые в названии выступают как целое. Наиболее типичным случаем атрибутивной связи:
- Модель «прилагательное + существительное»:
- Модель «существительное + существительное»:
- Модель «имя собственное + существительное».

В данной модели в качестве первого компонента могут выступать как имена собственные личные, так и географические названия:
- Модель «числительное + существительное»

## Особенности
- Славянские и финно-угорские диалектизмы.